# Nights of the Dead
Albums de Iron Maiden
The Book of Souls: Live Chapter
(2017)
Nights of the Dead, Legacy of the Beast: Live in Mexico City est un album live du groupe de heavy metal britannique Iron Maiden enregistré les 27, 29  et 30 septembre 2019 au palais des sports de Mexico (Mexique), au cours de la tournée Legacy of the Beast World Tour. 
Le premier single Aces High est publié le 1er octobre 2020 et le second Sign of the Cross le 2 novembre 2020.

## Historique
Le 5 juillet 2016, Iron Maiden a sorti Legacy of the Beast, un jeu vidéo de rôle pour Android et iOS, en collaboration avec Nodding Frog, 50cc Games et Roadhouse Interactive. Le jeu se déroule dans un monde fictif inspiré des couvertures d'albums et des chansons d'Iron Maiden, et suit la mascotte du groupe, Eddie the Head, alors qu'il part en quête pour trouver et récupérer les fragments de son âme brisée. Il est ensuite devenu une série de bandes dessinées, publiée pour la première fois le 31 octobre 2017.
Deux semaines plus tard, le 13 novembre, le groupe a annoncé la tournée mondiale Legacy of the Beast , qui a débuté à Tallinn, en Estonie, le 26 mai 2018 et dont le concept et la scénographie étaient vaguement inspirés par les " mondes " différents mais imbriqués du jeu ". Décrite comme une tournée "histoire/hits" par le manager Rod Smallwood, la setlist comprenait plusieurs chansons qui n'avaient pas été jouées en direct par le groupe depuis de nombreuses années, notamment "Flight of Icarus", qui était absent des setlists du groupe depuis le "Somewhere on Tour" en 1986–87.
C'était la première tournée depuis le Brave New World Tour en 2000–01 à inclure deux chansons de l'ère Blaze Bayley ("Sign of the Cross" et "The Clansman") dans la setlist, et la première à inclure une chanson de cette période. depuis la tournée mondiale Dance of Death en 2003–04, lorsque "Lord of the Flies" a été joué.
Nights of the Dead marque la première sortie officielle à grande échelle d'un enregistrement en direct d'une chanson ("For the Greater Good of God") de l'album de 2006 A Matter of Life and Death. Lorsque "Different World" est sorti en single en 2006, des enregistrements en direct de celui-ci et de "The Reincarnation of Benjamin Breeg" ont été inclus en tant que faces B sur les singles numériques et DVD, respectivement.

## Liste des morceaux
Toutes les chansons sont écrites et composées par Steve Harris, sauf précision..
| 1. | Churchill's Speech (intro)  |      |
| 2. | Aces High                   | 4:58 |
| 3. | Where Eagles Dare           |      |
| 4. | 2 Minutes to Midnight       |      |
| 5. | The Clansman                |      |
| 6. | The Trooper                 |      |
| 7. | Revelations                 |      |
| 8. | For the Greater Good of God |      |
| 9. | The Wicker Man              |      |

| 1. | Sign of the Cross       | 11:00 |
| 2. | Flight of Icarus        |       |
| 3. | Fear of the Dark        |       |
| 4. | The Number of the Beast |       |
| 5. | Iron Maiden             |       |
| 6. | The Evil that Men Do    |       |
| 7. | Hallowed Be Thy Name    |       |
| 8. | Run to the Hills        |       |

## Personnel
Iron Maiden
- Bruce Dickinson – chant
- Steve Harris – basse, chœurs
- Dave Murray – guitare
- Janick Gers – guitare
- Adrian Smith – guitare, chœurs
- Nicko McBrain – batteie